# Ла Верта (Њу Мексико)
Ла Верта (енгл. La Huerta) насељено је место без административног статуса у америчкој савезној држави Њу Мексико.

## Демографија
По попису из 2010. године број становника је 1.246, што је 1 (0,1%) становника више него 2000. године.
| Група             | 2000.         | 2010.       |
| Белци             | 1.042 (83,7%) | 975 (78,3%) |
| Афроамериканци    | 4 (0,3%)      | 6 (0,5%)    |
| Азијати           | 10 (0,8%)     | 15 (1,2%)   |
| Хиспаноамериканци | 181 (14,5%)   | 225 (18,1%) |
| Укупно            | 1.245         | 1.246       |